# Oficina Yugoslavia
Oficina Yugoslavia je grad i nalazište (fabrika) šalitre u Čileu. Nalazi se u pustinji Atakama, u severnom regionu Antofagasta.

## Istorijat
predstavlja nalazište (fabriku) šalitre sa istoimenim naseljem, koje je niklo oko njega. Pošto se nalazi izolovano u pustinji Atakama (najsuvljem mestu na svetu), nalazište je moralo da funkcioniše samo za sebe, tako da je oko njega niklo naselje koje je imalo svu neophodnu gradsku infrastrukturu da bi mogla samostalno da funkcioniše, zgradu uprave rudnika, kuće za stanovanje radnika, šoping centar, crkvu, školu i centar za rekreaciju radnika. Naselje se nalazi 73 kilometra od regionalog centra Antofagasta, a od glavnog grada Santijaga 1049 kilometara.

## Mape i karte
- Mapa naselja[мртва веза]
- Mapa
- Vremenska prognoza
- Preduzeće koje se nalazi u mestu Oficina Yugoslavia[мртва веза]